# Phnom Bakheng
Phnom Bakheng je kmerski hram-humak u Angkoru, Kambodža. Izgradio ga je kralj Yasovarman I. (v. 889. – 910.) kao hinduistički hram posvećen Šivi, na vrhu brda koje je danas veoma popularno turističko mjesto jer se s njega pruža izvanredan pogled na još slavniji hram Angkor Wat koji se nalazi oko 1,5 km jugoistočno. Hram je dugo bio glavnim hramom cijelog Angkora i arhitektonsko središte druge prijestolnice Kmerskog Carstva, Yasodharapura. Phnom na kmerskom je izraz za "iznenadno izniknuti", tj. "iznenadno izrasti"
Hram i humak su okruženi rovom od kojega se četiri avenije šire prema stranama svijeta. Jedna ga je, polazeći od istočnog ulaza kroz novu prijestolnicu, Yasodharapura, povezivala izravno s bivšom prijestolnicom Hariharalaya, koja se nalazila sjeverozapadno. Hram je imao kvadratičnu bazu promjera 76 metara od koje su se nastavljalo šest piramidalnih terasa. Na vrhu je stajao visoki toranj okružen s četiri manja, po jedan na svakom kutu niže terase. Izvorno je imao 108 manjih tornjeva koji su se zrakasto širili od središta, a velika većina je danas srušena.
Vodeći autoritet za tumačenje indijske astronomije i astrologije, Francuz Jean Filliozat, je protumačio simbolizam arhitekture Phnom Bakhenga koji je predstavljao planinu Meru, dom hinduističkih bogova. Broj tornjeva je također bio bitan: središnji predstavlja osovinu svijeta, a manjih 108 predstavljaju 4 mjesečeve mjene po 27 dana. Oni su također bili postavljeni tako da se s gornje terase, gledavši na bilo koju od strana, moglo vidjeti samo njih 33. Naime, prema mitu toliko je bogova obitavalo na planini Meru. Sedam terasa predstavljaju sedam nebesa, a svaka je imala 12 tornjeva koji predstavljaju dvanaestodnevni ciklus Jupitera. Znanstvenik Čikaškog sveučilišta,  Paul Wheatley, je izjavio kako je hram zapravo "astronomski kalendar od kamena".
Od 1992. godine, Phnom Bakheng je, kao dio Angkora, na popisu svjetske baštine UNESCO-a.
- Phnom Bakheng 2008.
- Prilaz hramu s istoka
- Ostaci jedne od građevina hrama
- Jedan od tornjeva
- Pogled s hrama na Angkor Wat